# Federico I Pico
Federico I Pico (circa 1480 – Mirandola, 8 agosto 1504) è stato un nobile italiano.

## Biografia
Poche notizie si hanno di Federico I Pico, figlio terzogenito di Galeotto I e di Bianca d'Este. Nacque circa nel penultimo decennio del XV secolo. Nel 1491 la madre si oppose alla richiesta del consorte di firmare un atto che, in nome del figlio minorenne, lo estromettesse dal dominio della Mirandola. Dopo la morte del padre nel 1499 fu, per un breve periodo, signore di Mirandola e conte di Concordia assieme al fratello Ludovico I, insieme a cui combatté contro Gianfrancesco II Pico per conquistare il dominio della signoria. Nell'assedio della Mirandola del 1502 Federico e Ludovico bombardarono la città per 50 giorni, riuscendo infine ad espugnarla.. In seguito seguì le vicende del fratello Ludovico, il quale era spesso assente dalla patria in quanto al soldo del duca di Romagna, dei francesi e dei fiorentini, cosicché il governo della Mirandola era per lo più nelle mani della madre e di Federico stesso.
Tra il 19 e 20 maggio 1504 Federico si ammalò, per cui il 20 luglio non poté raggiungere il fratello Lodovico e militare insieme ai fiorentini. Poco prima di ricevere alla Mirandola la visita dei duchi di Ferrara, morì l'8 agosto 1504 all'età di circa 24 anni. Secondo l'autore anonimo della cronaca pichense la morte fu dovuta a indigestione di molti meloni freddi. Secondo le parole di Gianfrancesco il fratello fu invece avvelenato da Ludovico (tesi riportata anche da Litta e Pozzetti), il quale però si trovava in Toscana e da lì, ricevuta la notizia, ritornò di volata alla Mirandola per partecipare ai solenni funerali.

## Ascendenza
|                      |                  |                        | Genitori                 |  |  | Nonni |  |  | Bisnonni        |  |  | Trisnonni         |  |
|                      |                  |                        |                          |  |  |       |  |  | Giovanni I Pico |  |  | Francesco II Pico |  |
|                      |                  |                        |                          |  |  |       |  |  | Giovanni I Pico |  |  | Francesco II Pico |  |
|                      |                  | ?                      |                          |  |  |       |  |  | Giovanni I Pico |  |  |                   |  |
| Gianfrancesco I Pico |                  |                        |                          |  |  |       |  |  | Giovanni I Pico |  |  |                   |  |
|                      |                  | Caterina Bevilacqua    | ?                        |  |  |       |  |  |                 |  |  |                   |  |
|                      |                  | Caterina Bevilacqua    | ?                        |  |  |       |  |  |                 |  |  |                   |  |
|                      |                  | Caterina Bevilacqua    | ?                        |  |  |       |  |  |                 |  |  |                   |  |
| Galeotto I Pico      |                  | Caterina Bevilacqua    |                          |  |  |       |  |  |                 |  |  |                   |  |
|                      |                  | Feltrino Boiardo       | Matteo Boiardo           |  |  |       |  |  |                 |  |  |                   |  |
|                      |                  | Feltrino Boiardo       | Matteo Boiardo           |  |  |       |  |  |                 |  |  |                   |  |
|                      |                  | Feltrino Boiardo       | Bernardina Lambertini    |  |  |       |  |  |                 |  |  |                   |  |
| Giulia Boiardo       |                  | Feltrino Boiardo       |                          |  |  |       |  |  |                 |  |  |                   |  |
|                      |                  | Guiduccia da Correggio | Gherardo VI da Correggio |  |  |       |  |  |                 |  |  |                   |  |
|                      |                  | Guiduccia da Correggio | Gherardo VI da Correggio |  |  |       |  |  |                 |  |  |                   |  |
|                      |                  | Guiduccia da Correggio | ?                        |  |  |       |  |  |                 |  |  |                   |  |
| Federico I Pico      |                  | Guiduccia da Correggio |                          |  |  |       |  |  |                 |  |  |                   |  |
|                      | Alberto V d'Este | Obizzo III d'Este      |                          |  |  |       |  |  |                 |  |  |                   |  |
|                      | Alberto V d'Este | Obizzo III d'Este      |                          |  |  |       |  |  |                 |  |  |                   |  |
|                      | Alberto V d'Este | Lippa Ariosti          |                          |  |  |       |  |  |                 |  |  |                   |  |
| Niccolò III d'Este   | Alberto V d'Este |                        |                          |  |  |       |  |  |                 |  |  |                   |  |
|                      |                  | Isotta Albaresani      | Alberto Albaresani       |  |  |       |  |  |                 |  |  |                   |  |
|                      |                  | Isotta Albaresani      | Alberto Albaresani       |  |  |       |  |  |                 |  |  |                   |  |
|                      |                  | Isotta Albaresani      | ?                        |  |  |       |  |  |                 |  |  |                   |  |
| Bianca d'Este        |                  | Isotta Albaresani      |                          |  |  |       |  |  |                 |  |  |                   |  |
|                      |                  | ?                      | ?                        |  |  |       |  |  |                 |  |  |                   |  |
|                      |                  | ?                      | ?                        |  |  |       |  |  |                 |  |  |                   |  |
|                      |                  | ?                      | ?                        |  |  |       |  |  |                 |  |  |                   |  |
| Anna de' Roberti     |                  | ?                      |                          |  |  |       |  |  |                 |  |  |                   |  |
|                      |                  | ?                      | ?                        |  |  |       |  |  |                 |  |  |                   |  |
|                      |                  | ?                      | ?                        |  |  |       |  |  |                 |  |  |                   |  |
|                      |                  | ?                      | ?                        |  |  |       |  |  |                 |  |  |                   |  |
|                      |                  | ?                      |                          |  |  |       |  |  |                 |  |  |                   |  |